# 送米

EXO的歌迷給偶像送米

送米（韩语：／ ssal gibu）是韓國流行音樂歌迷特有的應援文化，歌迷通常用絲帶和照片裝飾成堆的米，送給喜歡的偶像作為禮物，數量從幾公斤到幾噸不等，這些米會以偶像的名義捐贈給慈善機構。

## 歷史
2007年8月11日，申彗星舉行個人演唱會，首次出現歌迷給喜歡的偶像送米。 在此之前，歌迷俱樂部普遍會為喜歡的偶像送上鮮花，或是製作裝飾橫幅。 這種趨勢於2000年代後期逐漸傳開，歌迷們開始普遍為喜歡的偶像送食物應援，以偶像周圍的人群為對象，並於2011年成為流行的祝賀方式，現在有許多韓國企業專門負責這種服務。

## 特點
歌迷通常購買包裝的米袋，分裝每袋約10－20公斤左右，由專門的公司排列成塔，送給他們喜歡的偶像。這些公司從當地農民那裡購米，並根據歌迷俱樂部的要求，將其運送排列在演唱會的場地，上面通常附有偶像的照片，並有贈送者及數量的相關信息，歌迷在表達對喜愛偶像的尊重和支持之餘，也承擔一份社會責任。日本作為韓流浪潮的一部分，也感染到這種送米文化。
歌迷以這種參與慈善事業的方式，有助於提升支持偶像的公眾形象，並且意識到歌迷俱樂部經常有些負面名聲，促使他們採取這種行動，向社會大眾留下一個積極及成熟的印象。
然而，不同歌迷俱樂部及俱樂部成員之間，經常存在著競爭關係，曾經有過俱樂部成員互相競爭，為確保他們喜歡的偶像收到最多禮物，這可能會給其他歌迷帶來壓力。

## 例子
- 2013年，2PM歌迷俱樂部創下送米的記錄，來自不同國家的歌迷為「What Time Is It」壓軸演唱會捐贈28.088噸米。[10]

- Rain舉行「The Best Show Asia Tour（英语：The Best Show Asia Tour）」演唱會中，韓國歌迷俱樂部「Cloud Korea」集體向飢餓貧民捐贈3.61噸米。

- 2015年，東方神起成員鄭允浩的歌迷，捐贈35.938噸米祝賀他出演《為你點餐》，其中9.5噸捐贈給光州的低收入老人和兒童。[11]

- 2017年12月，BIGBANG歌迷集體向Dreame Korea捐贈約168噸米和其他物品，以紀念樂團解散前的最後一場演唱會。[12]

- 2013年BTOB訪問柬埔寨後，歌迷俱樂部向柬埔寨捐贈米，有些並親自前往柬埔寨分發捐贈。[13]